# السامرة (مدينة أثرية)
السامرة أو شوميرون مدينة توراتية تاريخية يعتقد بأنها كانت عاصمة لمملكة إسرائيل الشمالية. تقع السامرة ضمن أراضي قرية سبسطية الحالية على بعد حوالي 7 كم شمال غرب مدينة نابلس.

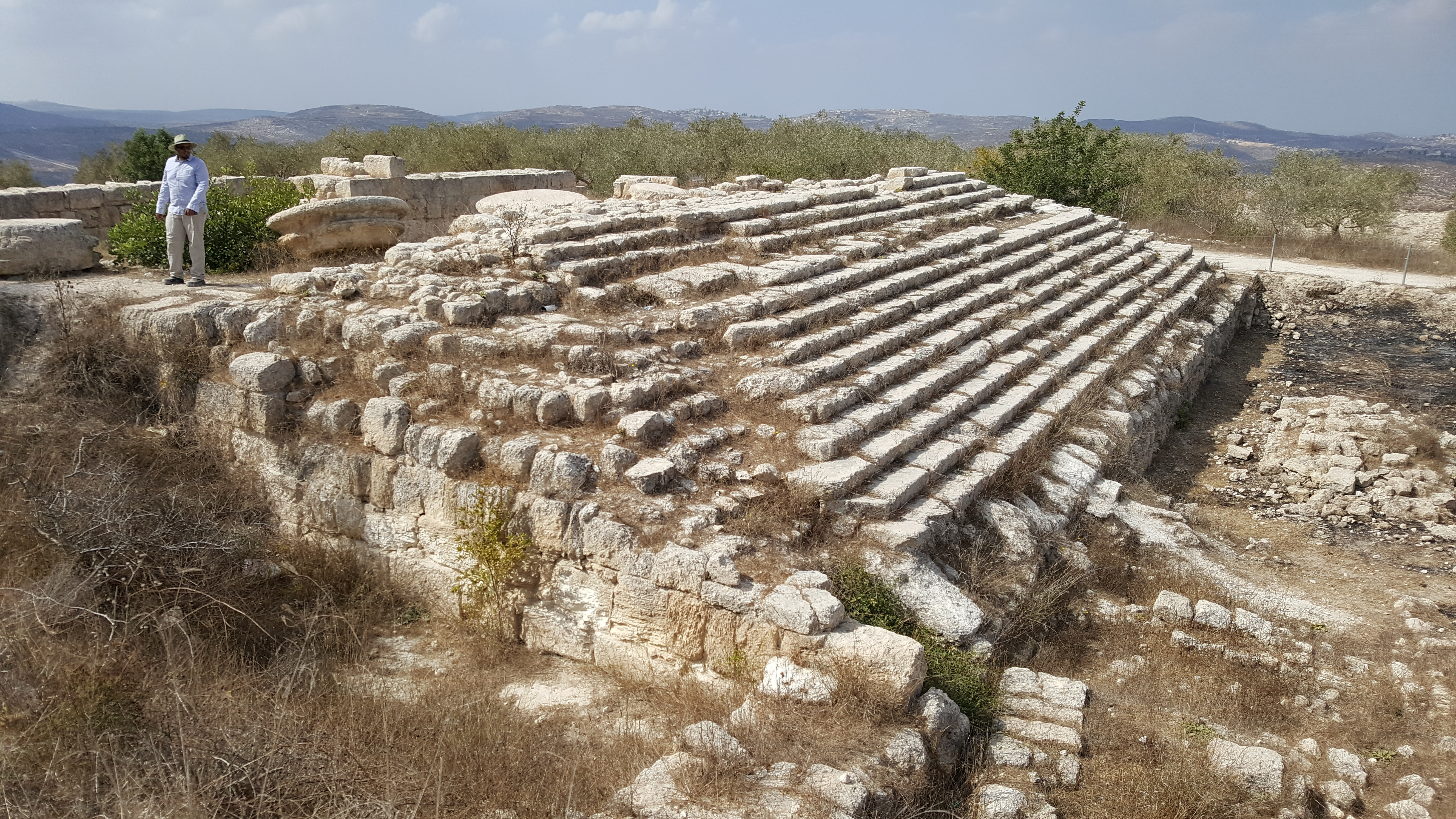
بقايا معبد

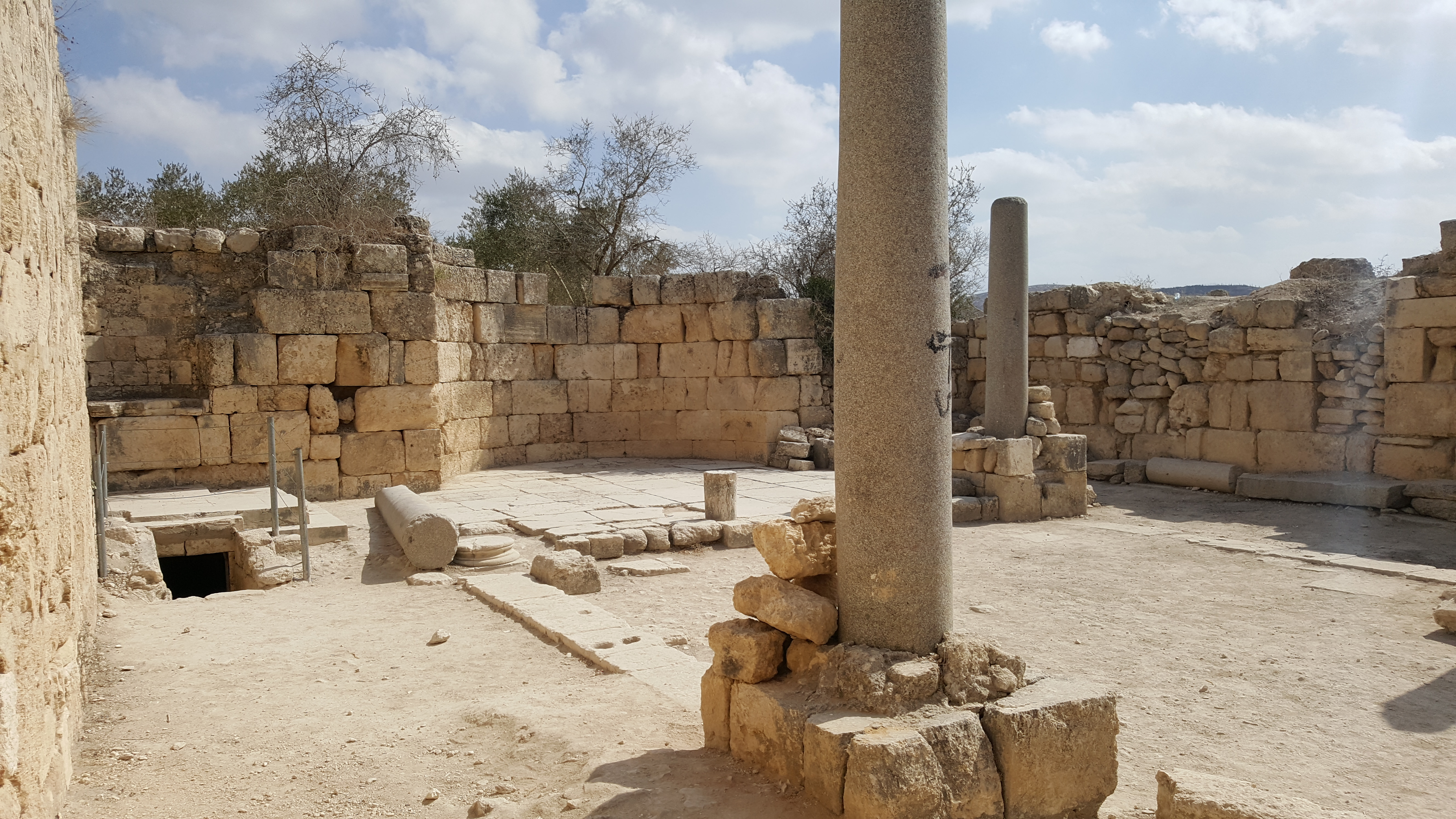
بقايا كنيسة بيزنطية

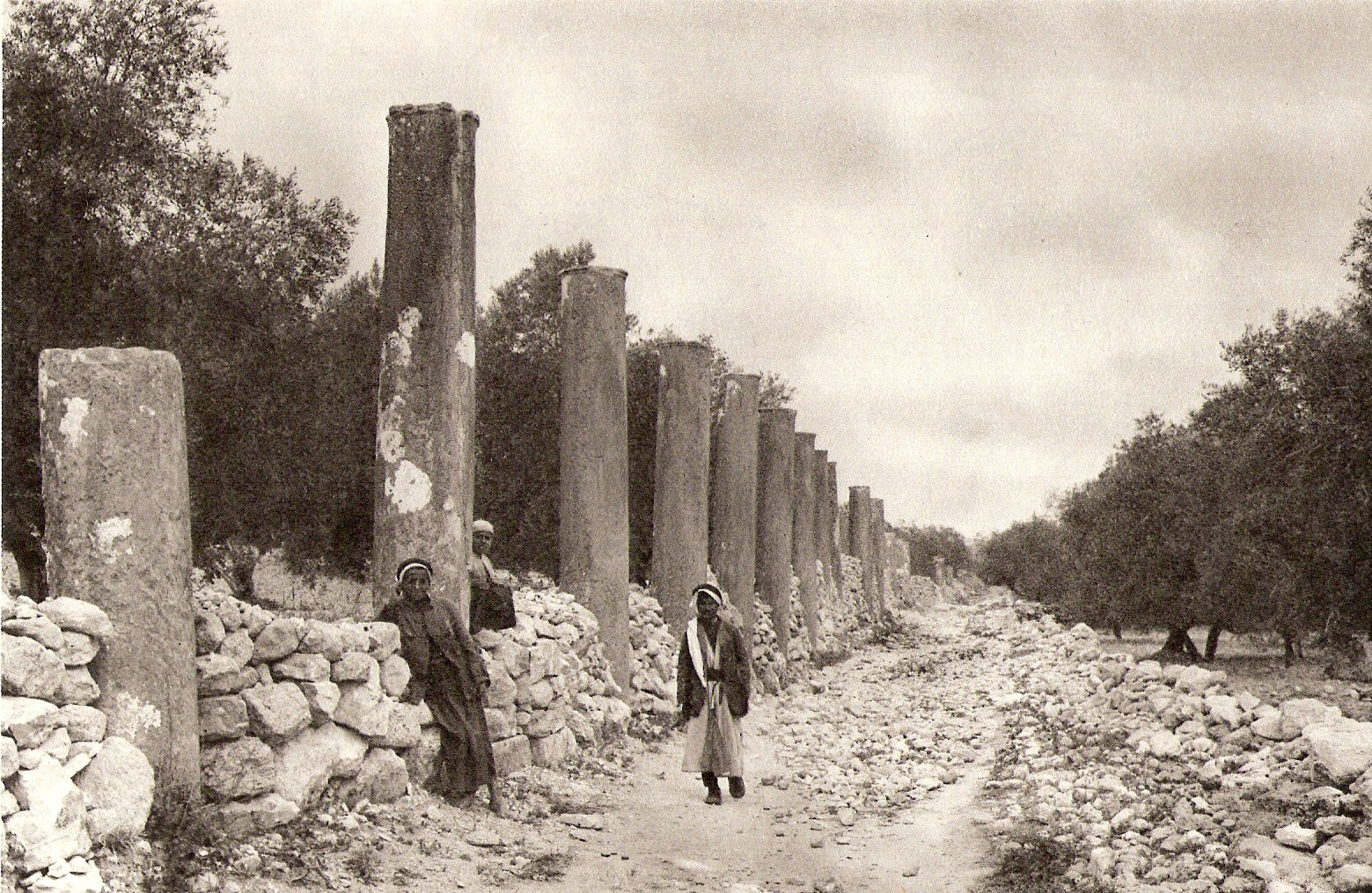
بقايا شارع الأعمدة

## أعلام
- رائد صالح
- ياهو ملك إسرائيل
- أخاب
- فقحيا